# Chiesa e convento di Santa Croce in Fossabanda
La chiesa di Santa Croce in Fossabanda e l'annesso convento si trovano in piazza Santa Croce a Pisa nella parte nord-est della città, nella zona detta delle Piagge. Il toponimo Fossabanda è attestato fin dall'XI secolo e indicava un fossato di drenaggio in una zona paludosa che lambiva i confini dei terreni di un non meglio identificato Bando, al quale si accenna in due atti di compravendita datati 1034 e 1111.

## Storia
La chiesa e il convento furono edificati per le monache Domenicane nel 1325 su un precedente convento domenicano noto dal 1233 quando viene citato negli Statuti di Pisa. Nel 1251 si trasferiscono nel convento delle suore agostiniane di regola domenicana, le suore del Santissimo Salvatore. La struttura del convento del 1325 (ma l'inizio dei lavori risale al 1322) si deve a Bartolomeo del Cantone, appartenente a una celebre famiglia pisana e lettore del convento pisano di Santa Caterina d'Alessandria. Nel 1331 le suore, sentendosi non protette in un luogo così isolato posto al di fuori delle mura cittadine, inoltrarono la richiesta all'arcivescovo di Pisa Simone Saltarelli di trasferirisi nella chiesa benedettina di San Silvestro all'interno delle mura. A Santa Croce rimase una rappresentanza di circa venti suore, e il luogo, a causa del suo isolamento, venne deputato ad accogliere ritiri di meditazione e di preghiera. Vi dimorò la beata Chiara Gambacorti che entrò a Santa Croce nel 1378 su spinta e incoraggiamento di santa Caterina da Siena. Chiara però rimane a Santa Croce soltanto pochi anni: si trasferì infatti nel 1382 nel nuovo convento di San Domenico fatto costruire appositamente per lei dal padre, il potente Piero Gambacorti, signore di Pisa.

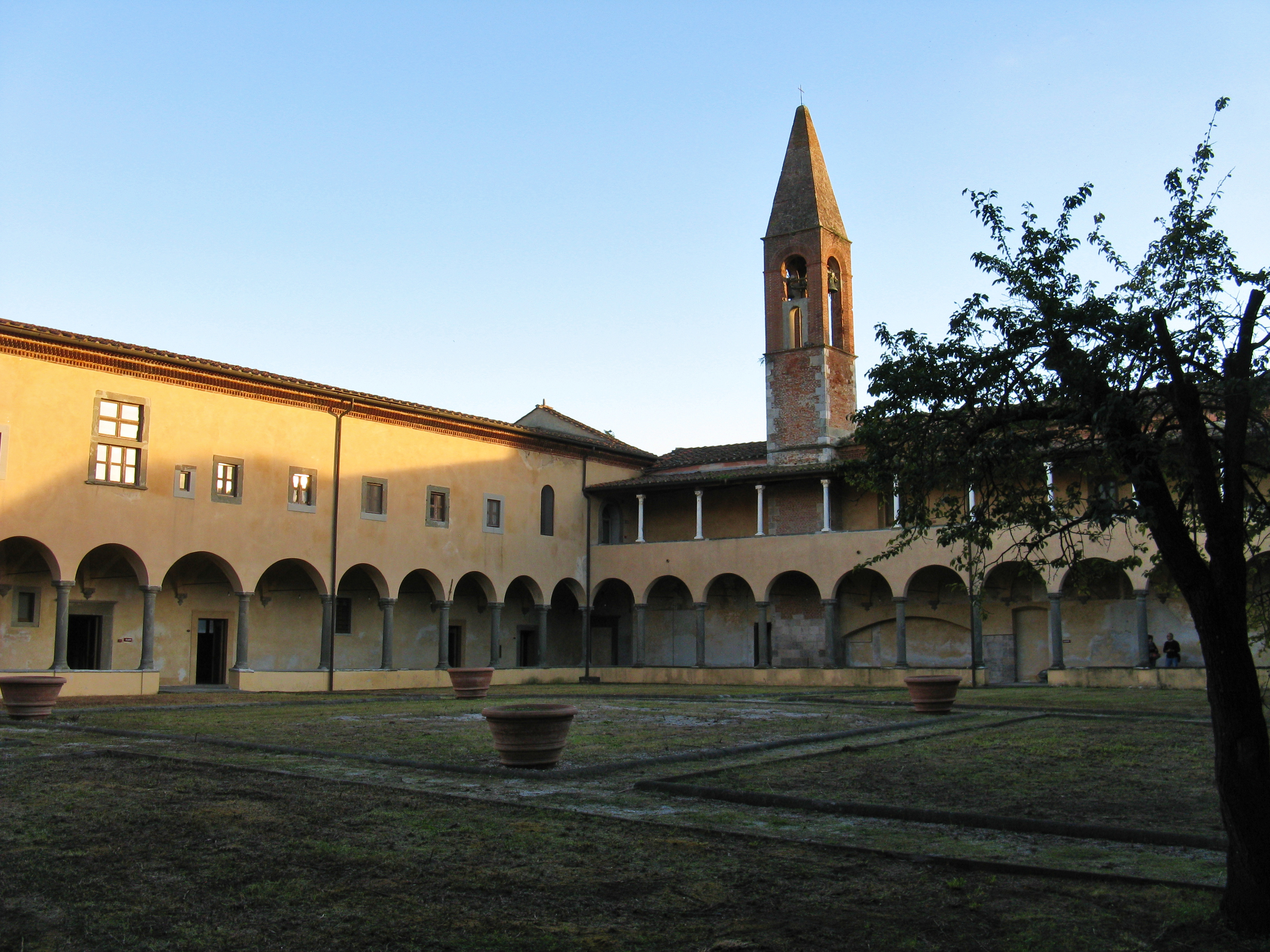
Il chiostro del convento

Il convento di Santa Croce fu ristrutturato nelle forme attuali nel XV secolo col passaggio ai Francescani. Nel 1426 infatti versava in totale abbandono, finché venne comprato dal patrizio fiorentino Pietro Neretti, che l'anno successivo lo donò ai frati francescani dell'Osservanza, movimento di riforma dell'ordine nato su ispirazione di san Bernardino da Siena. Santa Croce fu così il sedicesimo convento toscano ad essere ceduto ai frati osservanti.
Nel 1497 ospitò il re francese Carlo VIII in trattative con il governo pisano per aiuti contro Firenze. Nel 1512 venne sepolto in Santa Croce il celebre capitano di ventura fiorentino Bandino Bandini: la sua tomba, con la statua del defunto adagiata sull'urna, fu realizzata dalla cerchia dello scultore Pietro Aprile; oggi è stata trasferita nel chiostro dei francescani conventuali di San Francesco a Pisa. Il 1º giugno 1572 avvenne la solenne dedicazione della chiesa alla Santa Croce.
Nel corso del XVIII secolo il convento fu sede di un prestigioso Studio Generale di Teologia, fra i maggiori di Toscana insieme a quelli di Lucca e di Siena. Nel 1715 è collocato un pregevole coro ligneo completato nel 1806 e ancor oggi visibile. Durante le soppressioni napoleoniche del 1810 il convento fu chiuso e i frati espulsi; rientrati alla caduta di Napoleone i frati furono nuovamente cacciati dalle leggi di soppressione degli ordini religiosi emanate dal neonato Stato Italiano nel 1866. A seguito di queste soppressioni fu disperso l'archivio conventuale insieme a numerose opere pittoriche.
Il convento, espropriato dal Demanio, venne ceduto al Comune di Pisa il 16 giugno 1875 al prezzo di lire 19.483,88. Fu trasformato in lazzaretto per le epidemie di colera che colpivano sovente la città. I frati riuscirono ad acquistare dal Comune di Pisa soltanto un pezzo dell'orto al prezzo di lire 1.205, sul quale costruirono un nuovo convento, dove tutt'oggi risiede la comunità religiosa. Tanto il convento storico che la chiesa sono ancora oggi di proprietà del Comune.

## Descrizione

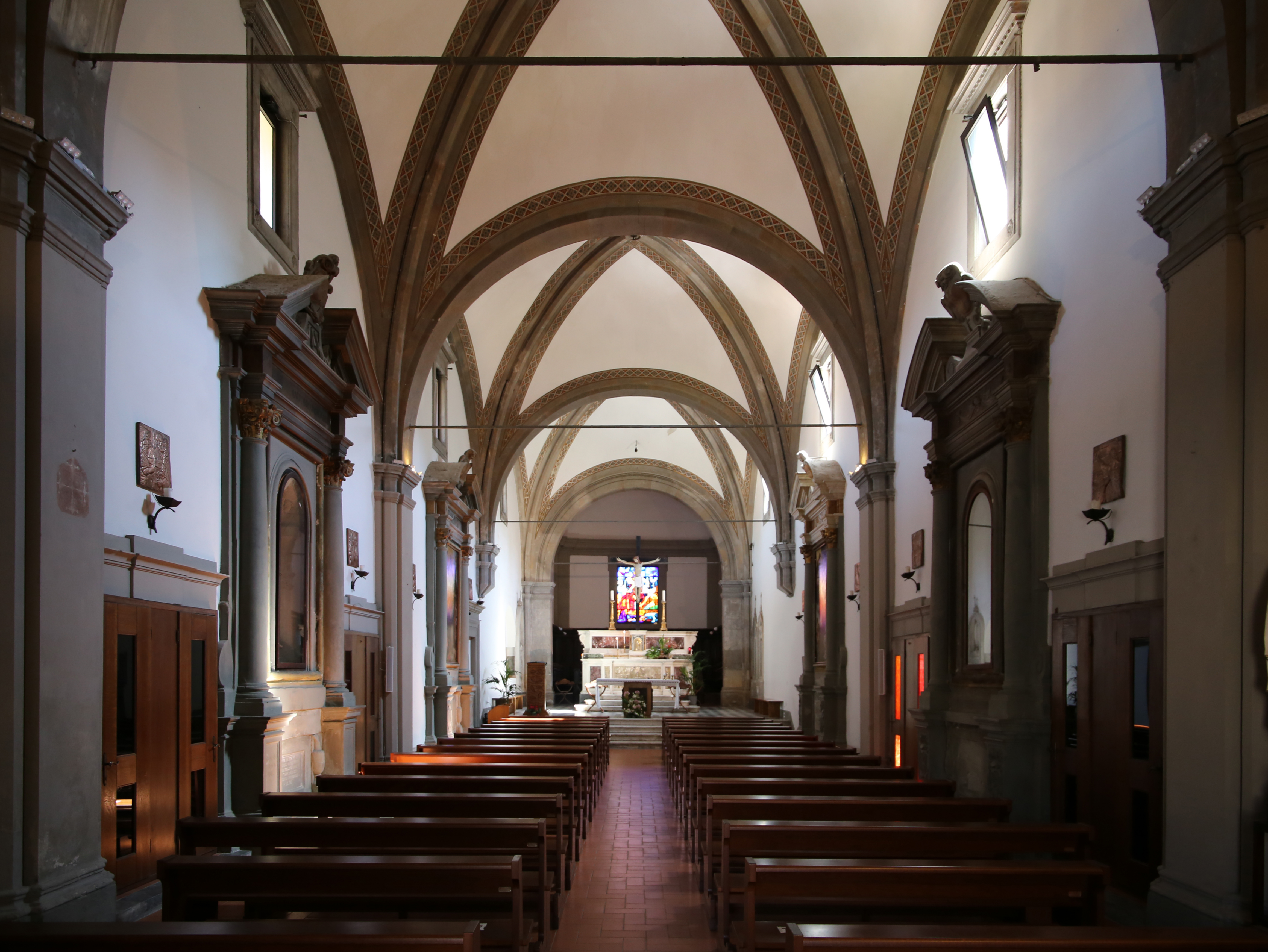
Interno della chiesa

La chiesa ha struttura ad aula unica con nartece, un profondo presbiterio contenente il coro e una sola cappella laterale, alla destra vicino all'ingresso.
Proprio in questa cappella si conserva un dipinto su tavola firmato dal portoghese Alvaro Pirez d'Evora rappresentante la Madonna col Bambino tra angeli musicanti (1430 circa). Sugli altari laterali si trovano invece dipinti di Jacopo Vignali (San Francesco e un fanciullo al quale l'angelo indica la Madonna col Bambino, 1649); Paolo Guidotti (Beato Salvatore da Orta francescano che guarisce malati e infermi, post 1606) e Francesco Curradi (il Perdono di Assisi, databile a dopo il 1627).
Vi si trova anche un crocifisso ligneo della fine del XV secolo ad arti mobili, secondo un tipico gusto teatrale tardomedievale. Altri importanti dipinti dell'epoca sono la Madonna con il Bambino e i santi Antonio abate, Gregorio papa, Giovanni Battista e san Francesco d'Assisi, oggi al Museo di San Matteo; e l'Incoronazione della Vergine, datata 1474, oggi al museo di Digione, dopo essere stata trafugata dalle truppe napoleoniche nel 1810. Entrambi questi dipinti sono opera del pittore Zanobi Machiavelli, allievo del celebre Benozzo Gozzoli. 
Nel convento invece, attualmente residenza studentesca della Scuola Superiore Sant'Anna, si può ammirare il chiostro porticato su quattro lati, con affreschi del XV e XVI secolo.

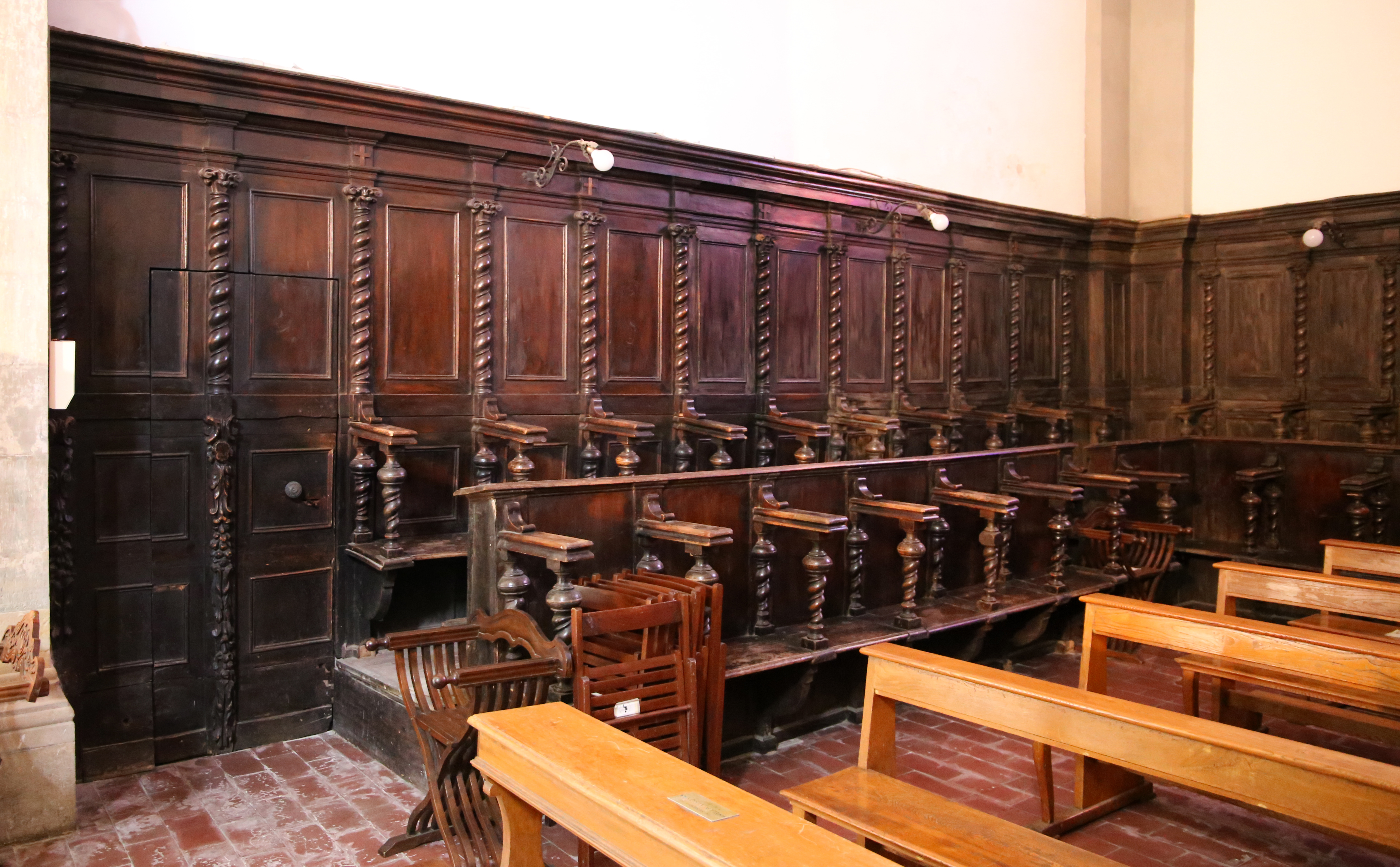
Coro ligneo (XVIII secolo)
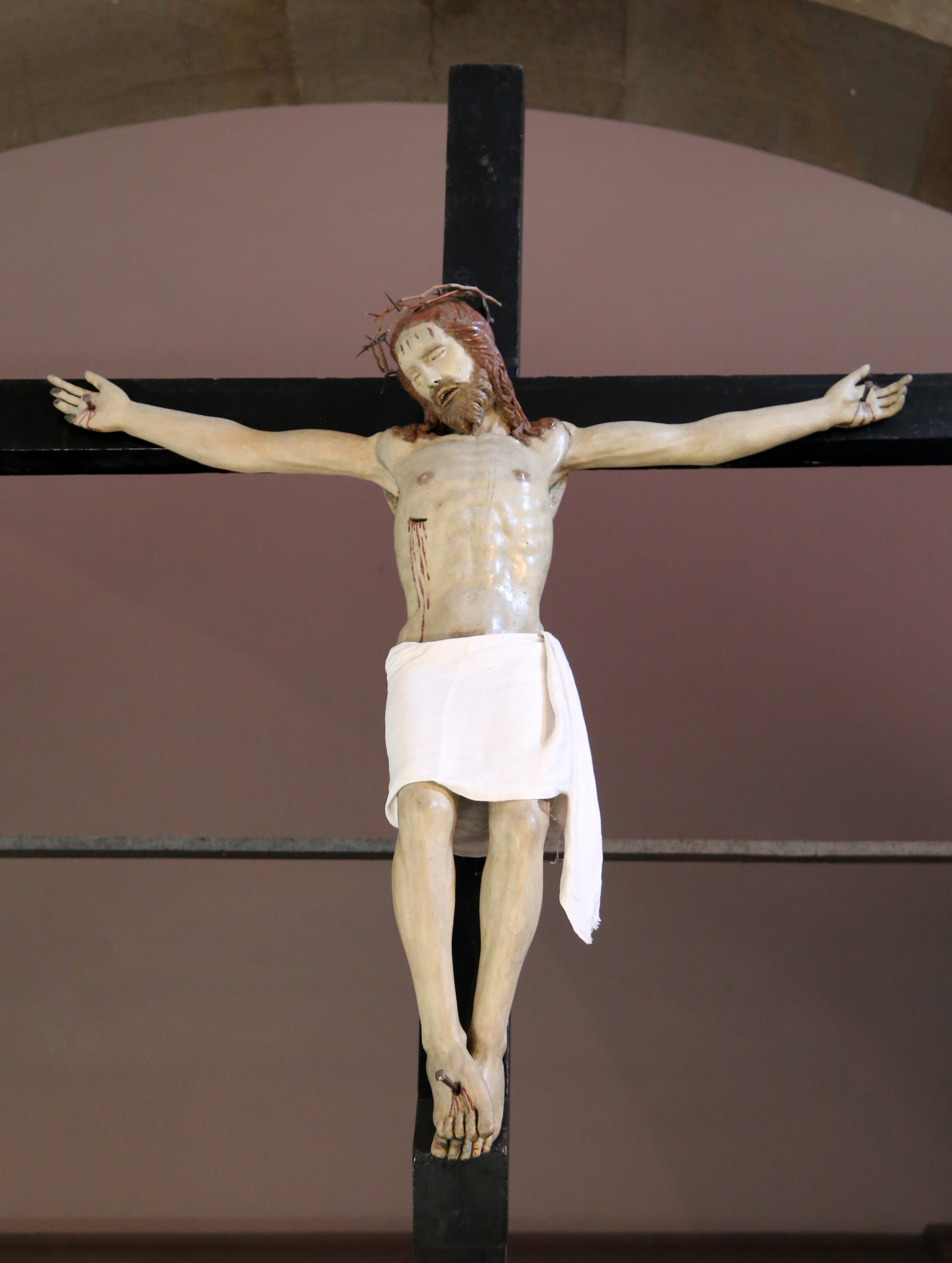
Crocifisso ligneo (XV secolo fine)
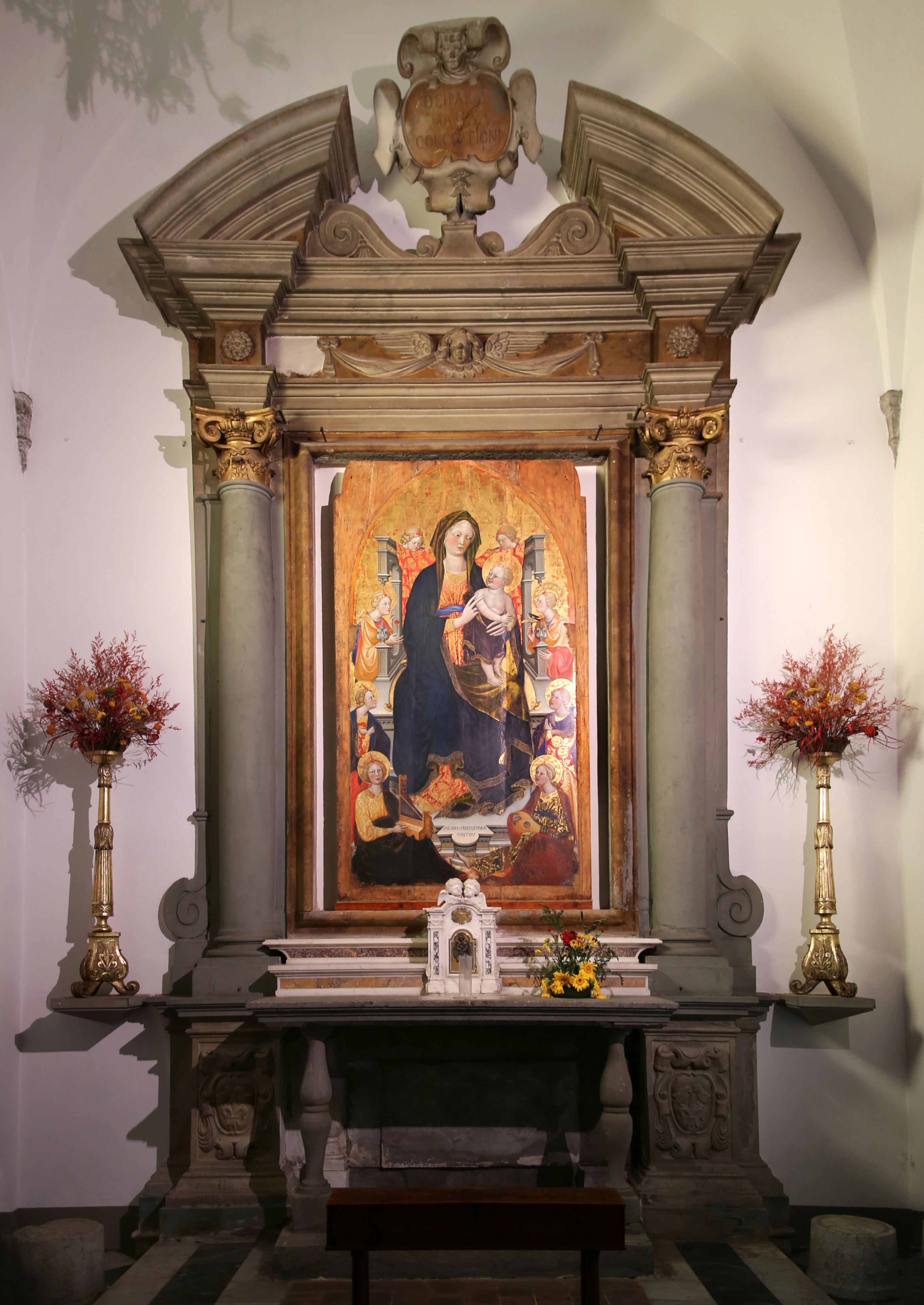
Álvaro Pires de Évora, Madonna col Bambino in trono tra angeli musicanti (1430 circa)
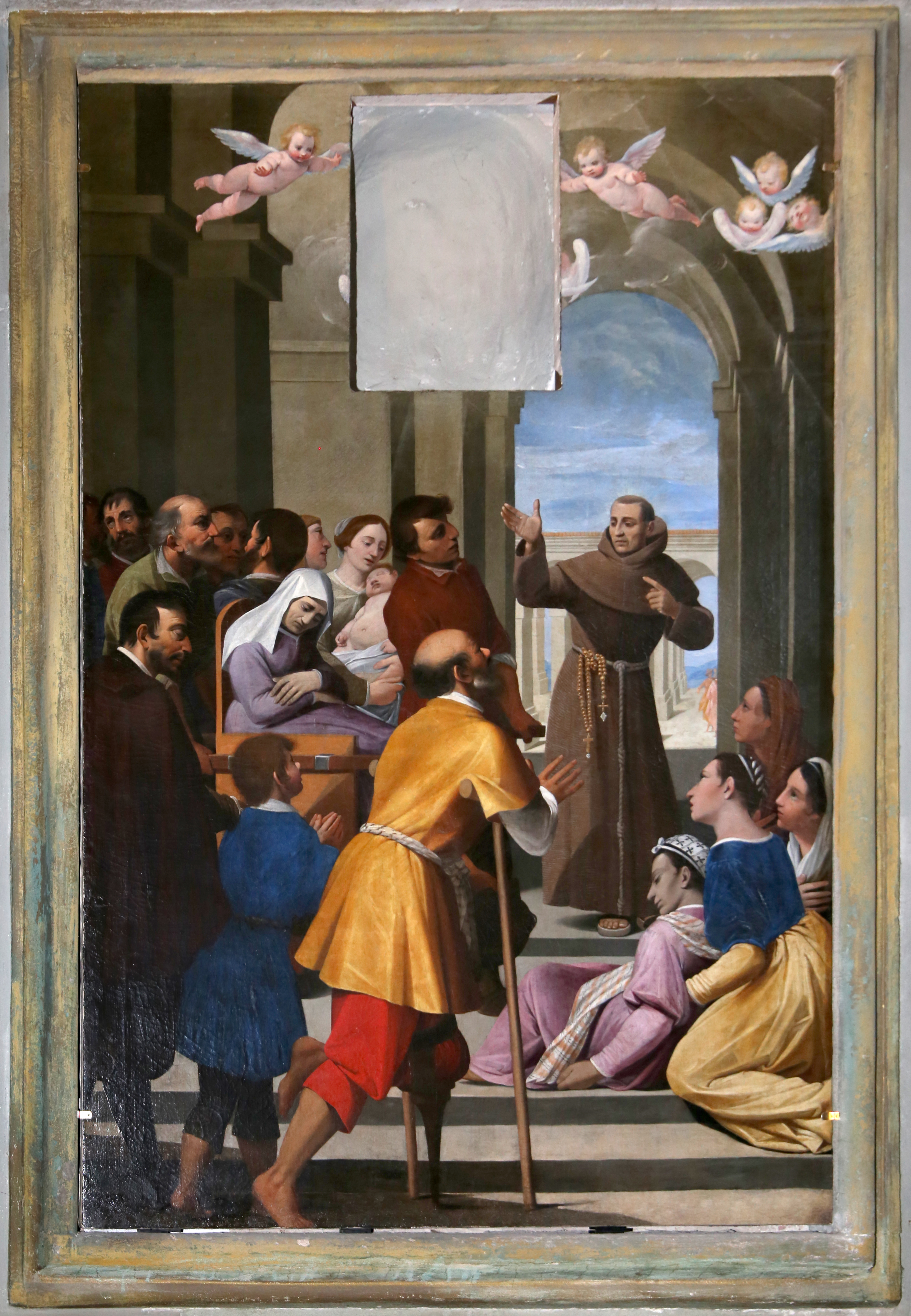
Paolo Guidotti, Salvatore da Orta che guarisce ammalati e infermi (post 1606)
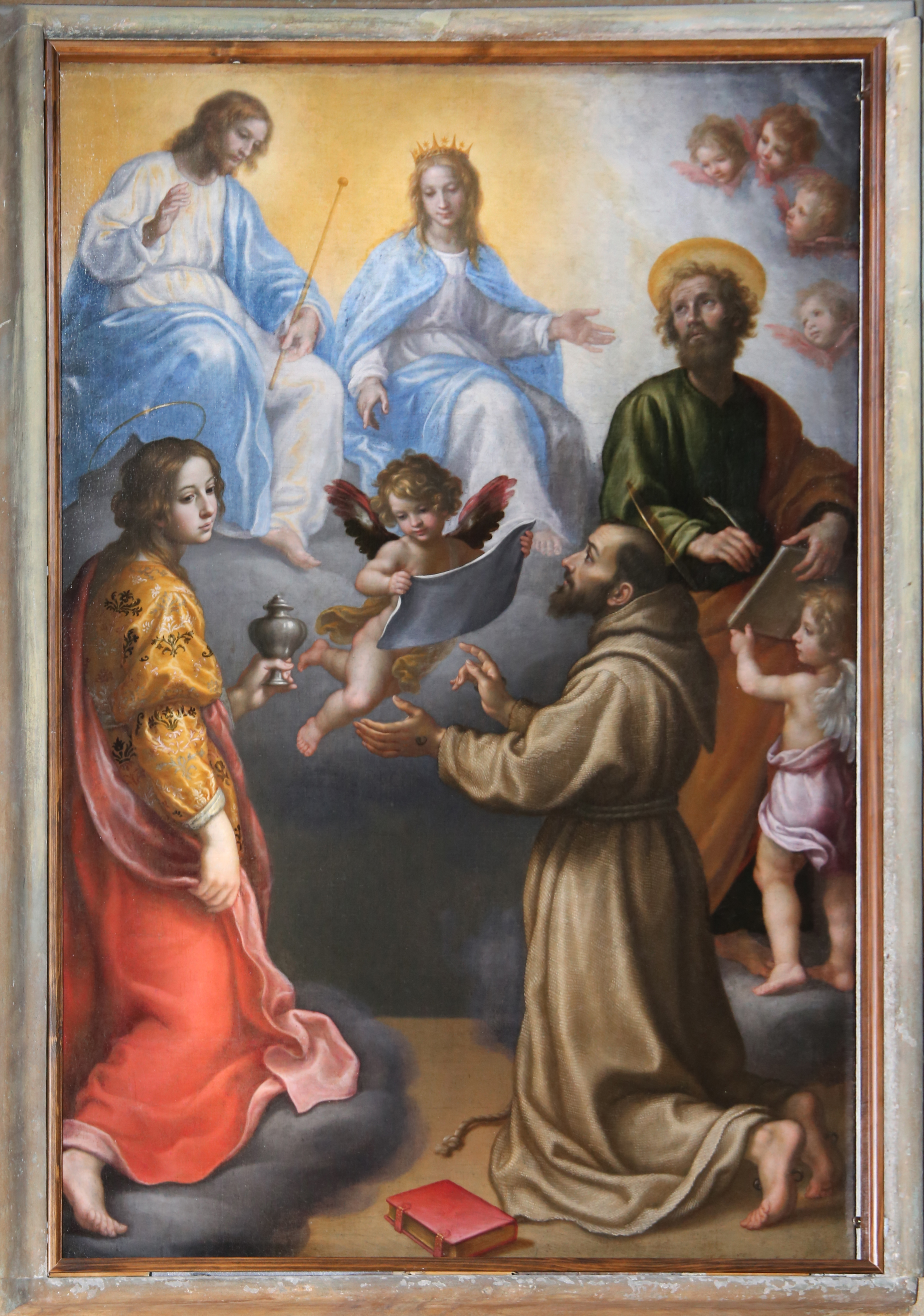
Francesco Curradi, Perdono di Assisi (post 1627)
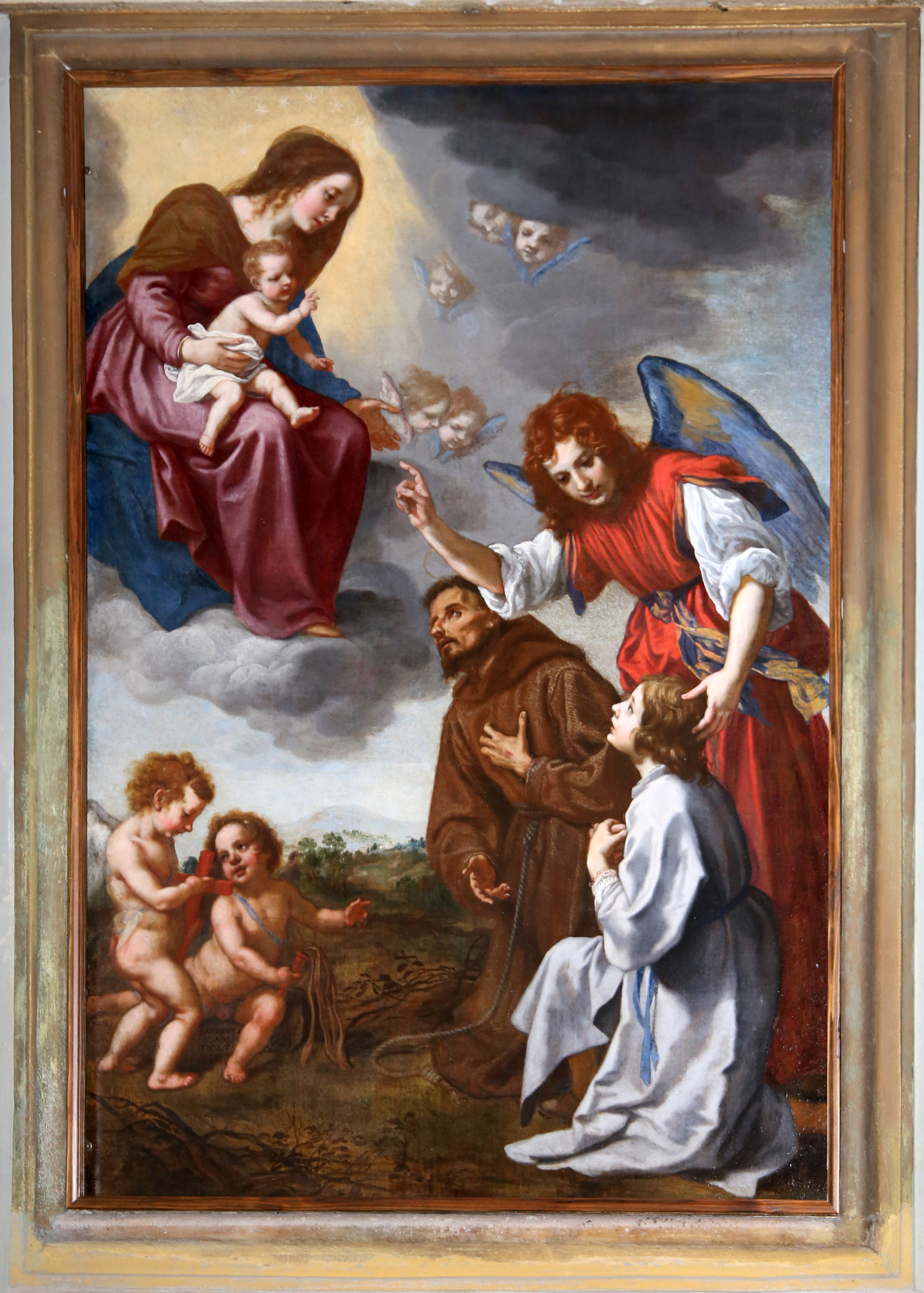
Jacopo Vignali, San Francesco e un fanciullo (1649)